# Dębina (powiat słupski)
Dębina (kaszb. Szënódo, niem. Schönwalde) – wieś w północnej Polsce, w województwie pomorskim, w powiecie słupskim, w gminie Ustka. Leży na Wybrzeżu Słowińskim.
Administracyjnie Dębina jest odrębnym sołectwem. Według danych z 31 grudnia 2007 r. wieś miała 107 mieszkańców. W latach 1975–1998 miejscowość należała administracyjnie do województwa słupskiego.
Nad morzem wyznaczono letnie kąpielisko o łącznej długości linii brzegowej 100 metrów.
Obecnie Dębina, z uwagi na swoje położenie (ok. 800 m od morza), z miejscowości typowo rolniczej przekształca się w miejscowość turystyczną. Do jej atutów zaliczyć należy także bliskość Słowińskiego Parku Narodowego i jeziora Gardno. W miejscowości znajduje się kamienny krąg
W roku 2007 została w Dębinie otwarta ścieżka dydaktyczna oraz wieża widokowa, które mają na celu uatrakcyjnienie miejscowości pod względem turystycznym.

## Nazwa
Nazwa jest tzw. chrztem nazewniczym, wywodzącym się od nazwy pospolitej dębina „las dębowy”. Zastąpiła niemiecką nazwę kulturową Schönwalde, oznaczającą „piękny las” i po raz pierwszy wzmiankowaną w 1863. Friedrich Lorentz odnotował w lokalnych gwarach słowińskich kalkę nazwy niemieckiej w postaciach Šȧ̃nȯu̯dɵ, Šä̀·nȯu̯dɵ i Šą̇̃nȯu̯dɵ.
Rada Języka Kaszubskiego proponuje opartą na polskiej kaszubską formę nazwy Dãbina.